# 士象全
士象全（しぞうぜん、拼音: shìxiàngquán  シィーシィアンチュァン）は、シャンチー（中国象棋）用語の1つ。残局（終盤）で一方の相（象）と仕（士）が相手に1枚も取られず残っている局面を指す。士象全は一般的に帥（将）をよく守ることができる。通常の状況では、1枚の車で士象全を破ることは困難であり、例えば車と士象全があれば、相手の2枚の車を効果的に防御することができる。2枚の馬または2枚の炮と士、または2枚の炮と2枚の相で士象全に勝つことができる。